# Max Rempel
Max Rempel (* 11. April 1979) ist ein deutscher Journalist und Unternehmer.

## Leben
Max Rempel studierte Wirtschaftswissenschaften und promovierte 2010 an der University of Toronto. Zuvor besuchte er von 2001 bis 2004 die Universität Mannheim und die Universität Freiburg von 1999 bis 2001.
Von März 2010 bis März 2011 war er Redaktionsassistent der Chefredaktion im Pressehaus Bintz-Verlag bei den Zeitungen Offenbach-Post, Hanau-Post und Langener Zeitung. Seit April 2011 ist Rempel Geschäftsführer der Mittelhessischen Druck- und Verlagsgesellschaft mbH.
Seit März 2018 ist er Chefredakteur der Gießener Allgemeinen Zeitung.
Mit seiner Familie ist er Anteilseigner der Zeitungsholding Hessen (ZHH), die die Mediengruppe Frankfurt übernommen hat. Die Zeitungsholding Hessen gehört mehrheitlich zur Ippen-Gruppe, 20 Prozent der Anteile hält die MDV-Mediengruppe der Familie Rempel. Zur Mediengruppe Frankfurt gehören neben Frankfurter Rundschau und Frankfurter Neue Presse auch die Frankfurter Societäts-Druckerei sowie weitere Medienbetriebe.
Max Rempel ist Geschäftsführer bei allen Tageszeitungen der Mediengruppe Frankfurt: Die Frankfurter Neue Presse und ihre Regionalausgaben sowie die Frankfurter Rundschau fallen in seinen Verantwortungsbereich. Darüber hinaus leitet er die Geschäfte des Societäts-Verlags.
Max Rempel ist bzw. war darüber hinaus Geschäftsführer in zahlreichen weiteren Medienhäusern und Unternehmen:
- Mittelhessische Druck- und Verlagsgesellschaft: ab 2004 Mitgesellschafter, seit 27.04.2011 alleinvertretungsberechtigter Geschäftsführer[8]
- Mittelhessische Druck- und Verlagshaus Verwaltungsgesellschaft mbh: 29.07.2013 bis 08.11.2021
- Mittelhessische Druck- und Verlagshaus Immobilien Verwaltungsgesellschaft mbH: seit 29.07.2013
- Mittelhessische Druck- und Verlagshaus II Verwaltungsgesellschaft mbH: 22.04.2014 bis zur Betriebseinstellung[9]
- Verlag Wetterau und Vogelsberg GmbH: ab 22.04.2014
- Mittelhessen Market Solutions GmbH: 01.09.2015 bis 14.12.2017
- R.S.H. Immobilien GmbH: ab 29.12.2016
- FSM Mediendienste GmbH: 24.04.2018 bis 28.01.2022
- FSM Redaktion GmbH: ab 24.04.2018
- Frankfurter Neue Presse (FNP): ab April 2018[10]
- Frankfurter Rundschau GmbH: ab 24.04.2018[5]
- Frankfurter Societäts-Medien GmbH: seit 24.04.2018[5]
- FR Redaktion GmbH: seit 26.04.2018[5]
- MDV Mönchhof Druck- und Verlagsgesellschaft mbH: seit 05.10.2018
- ZHH Verwaltungs GmbH: seit 13.06.2018
- Dierichs Presse GmbH seit 30.06.2021
- GA Verwaltungs-GmbH: seit 08.11.2021[11]
- NNP Verwaltungs-GmbH: 13.05.2022 bis 10.11.2022

## Tarifverhandlungen
Am 1. Dezember 2023 ging die Belegschaft der Frankfurter Rundschau in den Warnstreik, forderte von Verleger Dirk Ippen und der Geschäftsführung einen Tarifvertrag und angepasste einheitliche Lohnzahlungen. Vorausgegangen waren monatelange Verhandlungen, die Max Rempel mit dem Verweis einseitig beendete, dass er keine Tarifverträge abschließen werde. Wenige Tage später wurde das komplette Ressort FR+ (Multimedia-App) aufgelöst, der Klimapodcast eingestellt und drei junge Journalisten entlassen.